# La casa (Carr)
La casa (Deadly Hall) è un romanzo giallo del 1971 di John Dickson Carr; è uno dei suoi gialli di ambientazione storica.

## Trama
Louisiana, 1927. Una pessima fama circonda la dimora che il commodoro Hobart, defunto miliardario con la passione per i tesori nascosti, si è fatto costruire tra le paludi di New Orleans: nientemeno che un immenso castello inglese di epoca Tudor trasportato direttamente dal Vecchio Continente. Comunque sia, David e Serena Hobart, nipoti ed eredi del commodoro, non si fanno intimorire da dicerie e credenze, né tanto meno da storie di fantasmi e presenze sovrannaturali, e decidono di riaprire il maniero per cercare un antico tesoro di pirati che Hobart vi avrebbe nascosto. Non sanno che la notte che trascorreranno tra quelle mura sinistre sarà molto lunga.

## Edizioni

### In italiano
- Confronta Matteo capitolo settimo, Edizioni Paoline, 1974.
- La casa, traduzione di M.R. Schisano, collana I classici del Giallo Mondadori n. 887, Arnoldo Mondadori Editore, gennaio 2001.
- La casa, traduzione di M.R. Schisano, collana Oscar scrittori moderni, Arnoldo Mondadori Editore, marzo 2006, pp. 285.